# JUKI
JUKI 株式會社（日语：JUKI株式会社，「JUKI」源自日語漢字「重機」），是一間總部位於東京都多摩市的日本製造商。其主要產品工業用縫紉機，不管於日本國內或國際，皆為市佔率第一，包括許多知名成衣與製鞋品牌，皆為該產品的使用者。除了日本國內，在美國、歐洲、新加坡和中國皆有分公司，皆以英文字母 JUKI 命名。

## 主要營業據點
- 總公司
  - 〒206-8551　日本東京都多摩市鶴牧2-11-1
- 大田原工廠 
  - 〒324-0011　日本栃木県大田原市北金丸1863

## 全球銷售據點
- 日本
- 中國
- 新加坡
- 越南
- 孟加拉
- 泰國
- 台灣
- 緬甸
- 柬埔寨
- 印度尼西亞
- 阿聯酋
- 巴基斯坦
- 印度
- 俄羅斯
- 白俄羅斯
- 波蘭
- 意大利
- 德國
- 埃塞俄比亞
- 南非共和國
- 美國
- 秘魯
- 墨西哥

## 產品
- 工業用縫紉機
- 家庭用縫紉機
- 貼片機（電子元件安裝設備）
- 數據輸入設備
- 睡眠感測裝置

## 沿革
- 1938年12月 位於東京的900名機械製造商合資，成立「東京重機製造工業組合（協會）」。
- 1943年9月 改組為公司，更名為「東京重機工業株式會社」。
- 1947年4月 開始販售家庭用縫紉機。
- 1953年3月 開始販售工業用縫紉機。
- 1957年4月 單軸迴轉天秤的發明被頒予發明獎。
- 1961年10月 於東京證券交易所第二部上市。
- 1964年8月 於東京證券交易所第一部上市。
- 1970年7月 在香港成立第一個海外據點。
- 1972年4月 在歐洲成立銷售據點。
- 1974年3月 在美國成立銷售據點。
- 1981年10月 工業用縫紉機部門獲得戴明獎。
- 1987年7月 開始製作與販售電子元件安裝設備
- 1988年4月 適逢公司成立50周年，更新企業識別、並更名為「JUKI 株式會社」。
- 1995年1月 第一家在越南成立工廠的日本企業。
- 1997年12月 工業用縫紉機的「下線輸送機構」榮獲機械促進協會獎（日文：機械振興協会賞）。
- 2001年1月 於中國成立投資公司以統籌於中國的各據點。
- 2009年12月 總部從東京都調布市，遷移到現址位於的多摩市鶴牧的總部大樓。
- 2014年3月 JUKIオートメーションシステムズ(株) 與 SONY EMCS Corporation 安裝設備事業部合併。

## 外部連結
- JUKI 官方網站 （页面存档备份，存于）（日語）